# چالش نمک و یخ

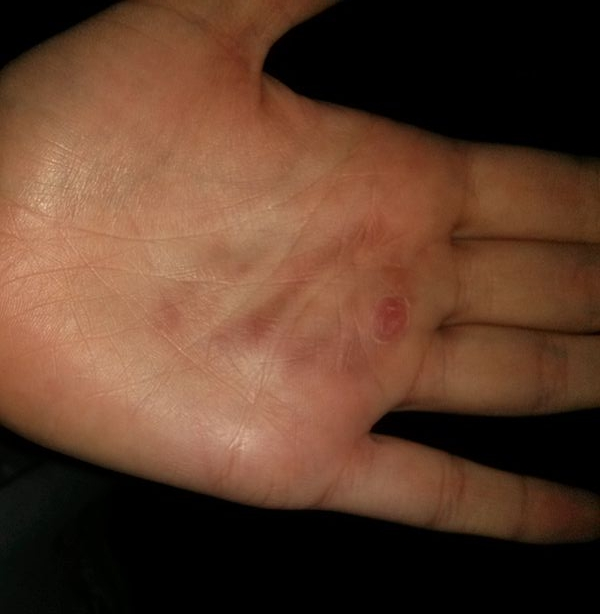
اثر چالش نمک و یخ بعد از یک ساعت بر روی دست

چالش نمک و یخ یک چالش اینترنتی است که در آن شرکت کنندگان نمک را بر روی بدن ریخته، معمولاً روی بازو، و سپس یخ را روی نمک قرار می‌دهند. این عمل باعث احساس «سوزشی» شبیه به یخ زدگی می‌شود و شرکت کنندگان برای تحمل طولانی تر درد، با هم رقابت می‌کنند. این چالش می‌تواند ثبت شده و در یوتیوب یا اشکال دیگر رسانه‌های اجتماعی ارسال شود.
مخلوط یخ و نمک یک اوتکتیک (آلیاژ) سرمازا است که می‌تواند دما را تا −۱۸ درجه سلسیوس (۰ درجه فارنهایت) پائین آورد، و سرمایی بسیار بیشتر از سرمای یخ به تنهایی، به وجود می‌آورد. این واکنش خنک‌کننده تکرار شونده برای کالیبراسیون مقیاس درجه حرارت فارنهایت استفاده می‌شد.
چالش نمک و یخ می‌تواند به سرعت باعث آسیب‌های درجه دو و سه همانند سرمازدگی یا سوختگی با قسمت فلزی انتهایی یک فندک شود، همچنین باعث ایجاد زخم‌های دردناک باز روی پوست می‌شود. به سبب احساس کرختی و بی‌حسی در اثر سرما و امکان آسیب اعصاب در طول شیرین‌کاری، شرکت کنندگان اغلب از میزان آسیب‌های ناشی از این چالش مطلع نیستند. تغییر رنگ پوست حاصل از چالش ممکن است پس از انجام چالش باقی بماند.